# Nämanland
Nämanland är en ö i Finland. Den ligger i Norra Östersjön och i kommunen Kimitoön i den ekonomiska regionen  Åboland i landskapet Egentliga Finland, i den sydvästra delen av landet. Ön ligger omkring 80 kilometer söder om Åbo och omkring 150 kilometer väster om Helsingfors. 
Öns area är 1 hektar och dess största längd är 120 meter i sydväst-nordöstlig riktning. Det finns inga samhällen i närheten.